# Letizia Giorgianni
Carmen Letizia Giorgianni (Sarteano, 26 giugno 1977) è una politica italiana, dal 13 ottobre 2022 deputata alla Camera per Fratelli d'Italia.

## Biografia
Laureatasi in filosofia presso l'Università degli Studi di Perugia nel 2004, ha successivamente conseguito un master in Comunicazione d'impresa nel 2005. Ha iniziato la sua carriera professionale nell'Ufficio stampa della Provincia di Siena, per poi orientarsi verso il giornalismo televisivo, specializzandosi in particolare nel giornalismo d'inchiesta.
Nel 2015, a seguito dell'adozione del cosiddetto Decreto Salva-Banche, che ha comportato la risoluzione di quattro istituti di credito del Centro Italia (Banca Etruria, Banca Marche, Carichieti e Cariferrara), fonda l'associazione Vittime del Salva-banche per concretizzare le attività iniziate nel gruppo Facebook analogo. 

## Attività politica
Si candida tra le liste di Fratelli d'Italia, partito al quale aveva aderito nel 2017, alla Camera dei Deputati nel collegio uninominale di Caserta, risultando eletta con il 35,39% delle preferenze. Dal 9 novembre 2022 fa parte della V commissione (bilancio, tesoro e programmazione).
Ha presentato nell'ottobre 2023 la proposta di legge C.1500, volta a modificare la legge 4 maggio 1983, n. 184, in materia di diritto del minore a una famiglia, con l'obiettivo di semplificare le procedure di adozione.
Nel maggio 2024, sottolineando la necessità di introdurre pene più severe per i reati di truffa online e ribadendo l'importanza di una risposta legislativa proporzionata alla crescente diffusione del fenomeno, ha reso possibile l'approvazione di un emendamento a sua firma che introduce il reato autonomo di truffa online nel codice penale, con pene più severe e misure di tutela rafforzate per i cittadini colpiti da raggiri su piattaforme digitali e app di messaggistica.
Nel dicembre 2024, in qualità di componente della Commissione Bilancio della Camera dei deputati, ha presentato un emendamento alla Legge di Bilancio 2025 che ha portato all'istituzione di un fondo per l'esdebitazione degli incapienti. Il fondo è destinato a coprire le spese di accesso alle procedure di sovraindebitamento per quei soggetti che non dispongono delle risorse finanziarie necessarie, come i costi per i professionisti o le spese fisse per il contributo unificato, prevenendo il rischio di usura e l'emarginazione economica e sociale.